# 1972年ミュンヘンオリンピックのハンガリー選手団
1972年ミュンヘンオリンピックのハンガリー選手団（1972ねんミュンヘンオリンピックのハンガリーせんしゅだん）は、1972年8月26日から9月11日にかけて西ドイツのミュンヘンで開催された1972年ミュンヘンオリンピックのハンガリー選手団、およびその競技結果。

## 概要
今大会は金メダル6個、銀メダル13個、銅メダル16個の合計35個のメダルを獲得した。

## メダル
| メダル | 選手名                     | 競技 | 種目                 |
| ------ | -------------------------- | ---- | -------------------- |
| 銀     | アンドレア・ギャルマチ     | 競泳 | 女子100m背泳ぎ       |
| 銅     | アンドラーシュ・ハルギタイ | 競泳 | 男子400m個人メドレー |
| 銅     | アンドレア・ギャルマチ     | 競泳 | 女子100mバタフライ   |